# Oncostoma
Az Oncostoma a madarak (Aves) osztályának verébalakúak (Passeriformes) rendjébe és a királygébicsfélék (Tyrannidae) családjába tartozó nem.

## Rendszerezés
A nembe az alábbi 2 faj tartozik:
- horogcsőrű tirannusz (Oncostoma cinereigulare)
- Oncostoma olivaceum[2]

Egyes szervezetek ezeket a fajokat is ide sorolják:
- kontyos törpetirannusz (Lophotriccus pileatus vagy Oncostoma pilaris)
- Lophotriccus eulophotes vagy Oncostoma eulophotes
- Lophotriccus galeatus vagy Oncostoma galeatum
- Lophotriccus vitiosus vagy Oncostoma vitiosum[1]